# Gens Antistia
Die gens Antistia (Gentilname Antistius, weibliche Namensform Antistia, als Nebenform auch als Antestius belegt) war eine plebejische Familie (gens) des antiken Roms. Sie trat sowohl in der Republik als auch in der Kaiserzeit in Erschreibung und brachte mehrere bedeutende Personen hervor. Der erste bekannte Träger des Namens, der im öffentlichen Leben in Erscheinung trat, war Tiberius (?) Antistius, der 422 v. Chr. Volkstribun war. Dieses Amt hatten in den folgenden Jahrhunderten noch mehrere Träger des Gentilnomen inne.
Als Familie sind die Antistier seit dem 2. Jahrhundert v. Chr. in Rom belegt. Von besonderer Bedeutung waren die Vertreter der Familie in den beiden Jahrhunderten direkt um die Zeitenwende, als insgesamt neun Mitglieder der Gens das Amt eines Konsuls oder Suffektkonsuls bekleideten. Weitere zwei Konsuln sind für das 2. Jahrhundert n. Chr. bekannt. Unter Augustus wurde der Nebenzweig der Antistii Veteres zu Patriziern erhoben. Bedeutendster Vertreter war jedoch keiner der Politiker, sondern der Jurist Marcus Antistius Labeo.

## Bedeutende Vertreter

### Römische Republik
- Antistius, ein Volkstribun des Jahres 420 v. Chr.
- Antistius, ein Münzmeister des Jahres 146 v. Chr., Signatur: Antesti
- Antistius, ein vor allem bei Mordprozessen aktiver Ankläger, Opfer der sullanischen Proskription
- Antistius, ein Arzt, der die Leiche Caesars nach dessen Ermordung untersuchte
- Gaius Antistius Reginus, Legat Caesars
- Gaius Antistius Vetus (Republik), römischer Politiker und Offizier, Prätor im Jahr 70 v. Chr., Vorgesetzter Caesars
- Lucius Antistius, Konsulartribun 379 v. Chr.
- Lucius Antistius, Name zweier Senatoren im Verwaltungsgremium für Pergamon
- Lucius Antistius, ein Volkstribun des Jahres 58 v. Chr., der vergeblich versuchte, Caesar vor Gericht zu bringen
- Lucius Antistius Labeo, einer der Caesarmörder
- Marcus Antistius, Volkstribun des Jahres 319 v. Chr.
- Marcus Antistius, 218 v. Chr. als Bote zu Gaius Flaminius geschickt
- Pacuvius Antistius Labeo, Jurist und Caesarmörder
- Publius Antistius, Volkstribun 88 v. Chr.
- Tiberius (?) Antistius, erster bekannter Träger des Namens, Volkstribun 422 v. Chr.
- Titus Antes(tius) Gragu(lus), Münzmeister des Jahres 136 v. Chr., ließ mit der Darstellung einer Krähe[1] oder Dohle[2] (lateinisch graculus bzw. gragulus) prägen
- Titus Antistius, Quästor 50 v. Chr.

### Römische Kaiserzeit
- Antistius Sosianus, Prätor 62
- Camerinus Antistius Vetus, Suffektkonsul 46
- Gaius Antistius Vetus (Konsul 30 v. Chr.), römischer Politiker
- Gaius Antistius Vetus (Konsul 6 v. Chr.), römischer Politiker
- Gaius Antistius Vetus (Konsul 23), römischer Politiker
- Gaius Antistius Vetus (Konsul 50), römischer Politiker
- Gaius Antistius Vetus (Konsul 96), römischer Politiker
- Gaius Antistius Vetus (Konsul 110), römischer Politiker, Konsul mit Trajan
- Gaius Antistius Vetus (Konsul 178), römischer Politiker
- Lucius Antistius Burrus, Konsul 181
- Lucius Antistius Rusticus, Suffektkonsul 90
- Lucius Antistius Vetus (Konsul 28), römischer Suffektkonsul
- Lucius Antistius Vetus (Konsul 55) († um 65), römischer Konsul
- Marcus Antistius Labeo, Jurist
- Quintus Antistius Adventus Postumius Aquilinus, Suffektkonsul 167
- Tiberius Antistius Marcianus, römischer Offizier (Kaiserzeit)

## Weibliche Vertreter
- Antistia (Frau des Appius Claudius Pulcher)
- Antistia (Frau des Pompeius)
- Antistia Politta, Tochter von Lucius Antistius Vetus